# Frédérique Thibault
Frédérique Thibault, née le 7 septembre 1956, est une joueuse de tennis française, originaire de Montargis, professionnelle entre 1974 et 1983.
En 1977, elle s'impose au prestigieux Trofeo Bonfiglio à Milan, alors réservé aux moins de 21 ans.
Huitième de finaliste à Roland-Garros en 1978, elle fut brièvement n°1 française à la fin des années 1970. En 1979, elle a atteint la finale du tournoi de Nice, perdue contre Helga Masthoff.
Elle a représenté la France en Coupe de la Fédération entre 1977 et 1982 et a participé aux quarts de finale en 1977, 1978 et 1979, s'inclinant à chaque fois contre les Américaines.
Depuis les années 2000, elle est professeure de tennis à la Megève Tennis Académie.

## Palmarès

### Titre en simple dames
Aucun

### Finale en simple dames
Aucune

### Titre en double dames
Aucun

### Finale en double dames
Aucune

## Parcours en Grand Chelem

### En simple dames
| Année | Open d'Australie (janvier) | Open d'Australie (janvier) | Internationaux de France | Internationaux de France | Wimbledon       | Wimbledon    | US Open        | US Open         | Open d'Australie (décembre) | Open d'Australie (décembre) |
| ----- | -------------------------- | -------------------------- | ------------------------ | ------------------------ | --------------- | ------------ | -------------- | --------------- | --------------------------- | --------------------------- |
| 1975  | 2e tour (1/16)             | Olga Morozova              | -                        | -                        | -               | -            | -              | -               | n/a                         | n/a                         |
| 1976  | -                          | -                          | 2e tour (1/16)           | Nathalie Fuchs           | -               | -            | -              | -               | n/a                         | n/a                         |
| 1977  | -                          | -                          | 2e tour (1/16)           | Brigitte Cuypers         | -               | -            | -              | -               | -                           | -                           |
| 1978  | n/a                        | n/a                        | 3e tour (1/8)            | Virginia Ruzici          | 1er tour (1/64) | Helen Anliot | 2e tour (1/32) | Virginia Ruzici | -                           | -                           |
| 1979  | n/a                        | n/a                        | 1er tour (1/32)          | Sharon Walsh             | 1er tour (1/64) | Iris Riedel  | -              | -               | -                           | -                           |
| 1980  | n/a                        | n/a                        | 1er tour (1/32)          | Pam Teeguarden           | -               | -            | 2e tour (1/32) | Lucia Romanov   | -                           | -                           |
| 1981  | n/a                        | n/a                        | 1er tour (1/64)          | Nanette Schutte          | -               | -            | -              | -               | -                           | -                           |
| 1982  | n/a                        | n/a                        | 2e tour (1/32)           | Andrea Leand             | -               | -            | -              | -               | -                           | -                           |
| 1983  | n/a                        | n/a                        | 1er tour (1/64)          | Andrea Temesvári         | -               | -            | -              | -               | -                           | -                           |

À droite du résultat, l’ultime adversaire.

### En double dames
| Année | Open d'Australie (janvier) | Open d'Australie (janvier) | Internationaux de France   | Internationaux de France   | Wimbledon                  | Wimbledon              | US Open                   | US Open                   | Open d'Australie (décembre) | Open d'Australie (décembre) |
| ----- | -------------------------- | -------------------------- | -------------------------- | -------------------------- | -------------------------- | ---------------------- | ------------------------- | ------------------------- | --------------------------- | --------------------------- |
| 1973  | -                          | -                          | 1er tour (1/16) D. Beillan | K. Ebbinghaus H. Masthoff  | -                          | -                      | -                         | -                         | n/a                         | n/a                         |
| 1974  | -                          | -                          | 2e tour (1/8) D. Bouteleux | H. Masthoff Schildknecht   | -                          | -                      | -                         | -                         | n/a                         | n/a                         |
| 1975  | 2e tour (1/8) M. Gurdal    | Helen Gourlay Kerry Harris | -                          | -                          | -                          | -                      | -                         | -                         | n/a                         | n/a                         |
| 1976  | -                          | -                          | 1er tour (1/16) B. Simon   | V. Ruzici Elly Appel       | -                          | -                      | -                         | -                         | n/a                         | n/a                         |
| 1977  | -                          | -                          | 1er tour (1/16) B. Simon   | Rayni Fox Helen Cawley     | 2e tour (1/16) B. Simon    | Mary Hamm C. Reynolds  | -                         | -                         | -                           | -                           |
| 1978  | n/a                        | n/a                        | 1er tour (1/16) N. Fuchs   | D. Marzano Paula Smith     | -                          | -                      | -                         | -                         | -                           | -                           |
| 1979  | n/a                        | n/a                        | 1er tour (1/16) D. Marzano | Chris O'Neil Mimi Wikstedt | 1er tour (1/32) D. Marzano | Jo Durie Debbie Jevans | 3e tour (1/8) D. Marzano  | Diane Desfor B. Hallquist | -                           | -                           |
| 1980  | n/a                        | n/a                        | 2e tour (1/8) D. Marzano   | C. Reynolds Paula Smith    | -                          | -                      | 2e tour (1/16) D. Marzano | H. Mandlíková R. Tomanová | -                           | -                           |
| 1981  | n/a                        | n/a                        | 1er tour (1/32) C. Vanier  | Chris Evert V. Ruzici      | -                          | -                      | -                         | -                         | -                           | -                           |
| 1983  | n/a                        | n/a                        | 3e tour (1/8) C. Suire     | Rosie Casals W. Turnbull   | -                          | -                      | -                         | -                         | -                           | -                           |

Sous le résultat, la partenaire ; à droite, l’ultime équipe adverse.

### En double mixte
| Année | Open d'Australie (janvier), | Open d'Australie (janvier), | Internationaux de France     | Internationaux de France | Wimbledon | Wimbledon | US Open | US Open | Open d'Australie (décembre), | Open d'Australie (décembre), |
| ----- | --------------------------- | --------------------------- | ---------------------------- | ------------------------ | --------- | --------- | ------- | ------- | ---------------------------- | ---------------------------- |
| 1974  | n/a                         | n/a                         | 2e tour (1/8) Éric Loliee    | A. Nasuelli Pierre Joly  | -         | -         | -       | -       | n/a                          | n/a                          |
| 1976  | n/a                         | n/a                         | 1er tour (1/16) P. Hagelauer | V. Ziegenfuss S. Stewart | -         | -         | -       | -       | n/a                          | n/a                          |
| 1982  | n/a                         | n/a                         | 2e tour (1/8) Guy Forget     | Sharon Walsh D. Ralston  | -         | -         | -       | -       | n/a                          | n/a                          |

Sous le résultat, le partenaire ; à droite, l’ultime équipe adverse.

## Parcours en Coupe de la Fédération
| #                                                                   | Date       | Lieu        | Surface      | Gagnante(s)                        | Perdante(s)                        | Score         |          |
|                                                                     |            |             |              |                                    |                                    |               |          |
| 1977 - 1er tour (groupe mondial) - France - Luxembourg - 3 : 0      |            |             |              |                                    |                                    |               |          |
| 1                                                                   | 13/06/1977 | Eastbourne  | Herbe (ext.) | Frédérique Thibault                | Danielle Meunier                   | 6-0, 6-1      | Parcours |
|                                                                     |            |             |              |                                    |                                    |               |          |
| 1977 - 1/4 de finale (groupe mondial) - États-Unis - France - 3 : 0 |            |             |              |                                    |                                    |               |          |
| 2                                                                   | 13/06/1977 | Eastbourne  | Herbe (ext.) | Billie Jean King                   | Frédérique Thibault                | 6-0, 6-0      | Parcours |
|                                                                     |            |             |              |                                    |                                    |               |          |
| 1978 - 1er tour (groupe mondial) - France - Suède - 2 : 1           |            |             |              |                                    |                                    |               |          |
| 3                                                                   | 27/11/1978 | Melbourne   |              | Nina Bohm Elizabeth Ekblom         | Brigitte Simon Frédérique Thibault | 6-2, 6-2      | Parcours |
|                                                                     |            |             |              |                                    |                                    |               |          |
| 1978 - 2e tour (groupe mondial) - France - Argentine - 3 : 0        |            |             |              |                                    |                                    |               |          |
| 4                                                                   | 27/11/1978 | Melbourne   |              | Brigitte Simon Frédérique Thibault | Claudia Casabianca Raquel Giscafré | 6-4, 3-6, 6-2 | Parcours |
|                                                                     |            |             |              |                                    |                                    |               |          |
| 1978 - 1/4 de finale (groupe mondial) - États-Unis - France - 3 : 0 |            |             |              |                                    |                                    |               |          |
| 5                                                                   | 27/11/1978 | Melbourne   |              | Tracy Austin                       | Frédérique Thibault                | 6-4, 6-3      | Parcours |
|                                                                     |            |             |              |                                    |                                    |               |          |
| 1979 - 1er tour (groupe mondial) - France - Indonésie - 3 : 0       |            |             |              |                                    |                                    |               |          |
| 6                                                                   | 30/04/1979 | Madrid      | Terre (ext.) | Frédérique Thibault                | Lita Sugiarto                      | 6-0, 6-2      | Parcours |
| 6                                                                   | 30/04/1979 | Madrid      | Terre (ext.) | Françoise Dürr Frédérique Thibault | Lita Sugiarto Yolanda Sumarno      | 6-2, 6-1      | Parcours |
|                                                                     |            |             |              |                                    |                                    |               |          |
| 1979 - 2e tour (groupe mondial) - France - Italie - 2 : 1           |            |             |              |                                    |                                    |               |          |
| 7                                                                   | 30/04/1979 | Madrid      | Terre (ext.) | Daniela Marzano                    | Frédérique Thibault                | 6-4, 1-6, 6-2 | Parcours |
| 7                                                                   | 30/04/1979 | Madrid      | Terre (ext.) | Françoise Dürr Frédérique Thibault | Daniela Marzano Sabina Simmonds    | 6-3, 7-5      | Parcours |
|                                                                     |            |             |              |                                    |                                    |               |          |
| 1979 - 1/4 de finale (groupe mondial) - États-Unis - France - 3 : 0 |            |             |              |                                    |                                    |               |          |
| 8                                                                   | 30/04/1979 | Madrid      | Terre (ext.) | Tracy Austin                       | Frédérique Thibault                | 6-4, 6-0      | Parcours |
| 8                                                                   | 30/04/1979 | Madrid      | Terre (ext.) | Rosie Casals Chris Evert           | Françoise Dürr Frédérique Thibault | 6-1, 6-4      | Parcours |
|                                                                     |            |             |              |                                    |                                    |               |          |
| 1980 - 1er tour (groupe mondial) - Suède - France - 2 : 1           |            |             |              |                                    |                                    |               |          |
| 9                                                                   | 19/05/1980 | Berlin      | Terre (ext.) | Lena Sandin                        | Frédérique Thibault                | 6-7, 6-3, 6-4 | Parcours |
| 9                                                                   | 19/05/1980 | Berlin      | Terre (ext.) | Helen Anliot Nina Bohm             | Gail Sherriff Frédérique Thibault  | 1-6, 6-3, 6-0 | Parcours |
|                                                                     |            |             |              |                                    |                                    |               |          |
| 1982 - 1er tour (groupe mondial) - Brésil - France - 2 : 0          |            |             |              |                                    |                                    |               |          |
| 10                                                                  | 19/07/1982 | Santa Clara | Dur (ext.)   | Cláudia Monteiro                   | Frédérique Thibault                | 6-2, 6-2      | Parcours |

## Classements WTA

### Classements en simple en fin de saison
| Année | 1977 | 1978 | 1979 | 1980 | 1981 | 1982 |
| Rang  | 79   | 96   | 75   | 119  | 136  | 147  |

Source : (en) « Classements de Frédérique Thibault », sur le site officiel du WTA Tour